# 김영란 (배우)
김영란(1956년 8월 19일 ~ )은 대한민국의 배우이다.

## 생애
- 1974년에 개봉한 《죽엄의 다리》를 통해 영화배우로 데뷔한 후 건국대학교 1학년 재학 시절 탤런트 시험에 응모해보라는 친구들의 권유로 장난삼아 응시, 1976년 TBC(동양방송) 공채 17기 탤런트로 정식 합격하였다.
- 갑작스럽게 시작된 연예인 생활은 TV배우보다는 영화배우로 시작되었다.
- 1977년 문여송 감독의 영화 《처녀의 성》에서 주연을 맡아 영화 평론가와 교수, 그리고 영화 저널리스트 등이 선정하는 영평상(현대영화비평가그룹상)과 대종상영화제 신인여우상을 수상하면서 조명을 받았다.
- 이후 70년대 말부터 80년대 초까지 주로 멜로 영화의 주연을 맡으며 전성기를 누렸다.
- 1980년에는 변장호 감독의 《미워도 다시 한 번 ’80》으로 흥행 1위의 돌풍을 일으키기도 했다.
- 70년대 후반, 당대 여자 배우 트로이카인 '유지인', '장미희', '정윤희'를 TBC에서 독점하고 있는 가운데 KBS에서는 '한혜숙'이, MBC에서는 '김영란'이 간판 배우로서의 지위를 누렸다.
- 김영란이 안방극장의 인기 배우로 스타 덤에 오른 것은 1978년 MBC 드라마 《옥녀》를 통해서였다.
- 이 드라마를 시작으로 《안국동 아씨》, 《새아씨》, 《교동마님》을 비롯, 1996년에 출연한 《용의 눈물》까지 인기 사극에 자주 등장해 ‘사극 전문 배우’로 명성을 얻었다.
- 1983년부터 7년간 장기 방송된 대하사극 시리즈 《조선왕조 오백년》에서도 거의 매 작품 왕비나 명문가의 안방 마님으로 등장해 한동안 ‘왕비 배우’ 라는 별명이 따라다닐 정도였다.
- 1981년 MBC 드라마 《교동마님》에서 '정난정' 역을 맡아 큰 인기를 얻었지만 지나칠 정도로 잔인했던 악역 이미지로 고심, 방송국에서 이미지 쇄신 차원에서 MBC 《김영란의 오늘의 요리》라는 교양 요리 프로그램으로 보상해주었다는 일화가 있다.
- 1982년에는 연예계 활동을 중단하고 미국 유학 길에 올랐다.
- 미국 워싱턴 주립 대학교에서 6개월 간 어학을 공부하고 1983년 MBC 드라마 《배비장전》, 《추동궁 마마》로 복귀하였다.
- 평소 재테크에 관심도 많아 <MBN 매일경제TV 김영란의 주부경제>, <KBS2TV 김영란의 알뜰 재테크> 등 경제와 관련한 TV 프로그램을 많이 진행했고, 덕분에 배우로서는 경제 지식도 많이 갖추고 있다.

## 연기 활동

### 드라마

#### MBC
- 1978년 MBC 일일연속극 《옥녀》 ... 옥녀 역
- 1978년 MBC 특별기획드라마 《연지》 ... 연지 역
- 1978년 MBC 일일연속극 《미소》
- 1979년 MBC 일일연속극 《하얀 민들레》
- 1979년 MBC 특별기획드라마 《안국동 아씨》 ... 혜경궁 홍씨 역
- 1980년 MBC 농촌드라마 《전원일기》 ... 둘째딸 영숙 역
- 1981년 MBC 특별기획드라마 《새아씨》
- 1981년 MBC 특별기획드라마 《교동마님》 ... 정난정 역
- 1981년 MBC 주말연속극 《성난 눈동자》
- 1983년 MBC 신년특집극 《배비장전》 ... 애랑 역
- 1983년 MBC 특별기획드라마 《조선왕조 오백년 - 추동궁 마마》 ... 원경왕후 민씨 역
- 1984년 MBC 일일연속극 《애처일기》
- 1984년 MBC 베스트셀러극장 《세화의 성》
- 1985년 MBC 특별기획드라마 《조선왕조 오백년 - 풍란》 ... 정난정 역
- 1986년 MBC 수목미니시리즈 《겨울꽃》 ... 한미혜 역
- 1987년 MBC 월화미니시리즈 《최후의 증인》 ... 손지혜 역
- 1988년 MBC 월화미니시리즈 《모래성》
- 1989년 MBC 월화미니시리즈 《겨울 안개》 ... 혜련 역
- 1989년 MBC 수목미니시리즈 《당신의 축배》
- 1990년 MBC 특별기획드라마 《조선왕조 오백년 - 대원군》 ... 흥선대원군의 정부, 초월 역
- 1996년 MBC 일일연속극 《서울 하늘 아래》 ... 우명숙 역
- 1997년 MBC 주말연속극 《예스터데이》 ... 홍경애 역
- 1999년 MBC 수목미니시리즈 《햇빛속으로》 ... 인하 모, 한은옥 역
- 1999년 MBC 주말연속극 《장미와 콩나물》 ... 강수옥 역
- 2000년 MBC 창사39주년 특별기획드라마 《황금시대》
- 2001년 MBC 아침드라마 《내 마음의 보석상자》 ... 박은실 역
- 2001년 MBC 수목미니시리즈 《네 자매 이야기》 ... 여진 역
- 2002년 MBC 설날특집극 《가화만사성》 ... 장모 영실 역
- 2003년 MBC 일요로맨스극장 《1%의 어떤 것》 ... 정미정 역
- 2003년 MBC 월화미니시리즈 《내 인생의 콩깍지》 ... 은영 모, 구숙희 역
- 2003년 MBC 일일연속극 《백조의 호수》 ... 허영애 (최황재의 어머니) 역
- 2003년 MBC 일일연속극 《귀여운 여인》 ... 홍향숙 역
- 2005년 MBC 특별기획 주말드라마 《제5공화국》 ... 이순자 역
- 2005년 SBS 주말드라마 하늘이시여...봉은지역
- 2007년 MBC 주말연속극 《문희》 ... 방숙희 역
- 2008년 MBC 설날특집드라마 《쑥부쟁이》 ... 정수희 역
- 2008년 MBC 아침드라마 《하얀 거짓말》 ... 주애숙 역
- 2009년 MBC 월화미니시리즈 《내조의 여왕》 ... 천지애의 모 역
- 2010년 MBC 아침드라마 《분홍 립스틱》 ... 정해실 역
- 2012년 MBC 주말연속극 《아들녀석들》 ... 정 여사 역
- 2012년 MBC 아침드라마 《사랑했나봐》 ... 김명자 역
- 2013년 MBC 일일연속극 《오로라 공주》 ... 이안나 역
- 2013년 MBC 아침드라마 《내 손을 잡아》 ... 강애순 역
- 2014년 MBC 일일특별기획 《압구정 백야》 ... 오달란 역
- 2015년 MBC 일일연속극 《최고의 연인》 ... 구애선 역
- 2020년 MBC 일일연속극 《찬란한 내 인생》... 조은임 역

#### KBS
- 1987년 KBS 주간드라마 《아스팔트 위의 여자》 ... 남순 역
- 1993년 KBS 일일연속극 《사랑은 못말려》 ... 영옥 역
- 1994년 KBS 대하드라마 《한명회》 ... 인수대비 역
- 1995년 KBS 일일연속극 《좋은 남자 좋은 여자》 ... 은자 역
- 1996년 KBS 미니시리즈 《아내가 있는 풍경》
- 1996년 KBS TV소설 《은하수》 ... 성자 역
- 1996년 KBS 대하드라마 《용의 눈물》 ... 신덕왕후 강씨 역
- 1997년 KBS 월화드라마 《열애》
- 1998년 KBS 일일연속극 《살다보면》 ... 최희자 역
- 2000년 KBS 주말연속극 《꼭지》 ... 문성자 역
- 2000년 KBS TV소설 《민들레》 ... 배정옥 역
- 2000년 KBS 특별기획드라마 《소설 목민심서》 ... 정순왕후 역
- 2000년 KBS 월화드라마 《성난 얼굴로 돌아보라》 ... 정희 모 역
- 2002년 KBS 특별기획드라마 《장희빈》 ... 숙안공주 역
- 2004년 KBS 아침드라마 《아름다운 유혹》 ... 민우 모 역
- 2006년 KBS 아침드라마 《그 여자의 선택》 ... 지선영 역
- 2011년 KBS 4부작드라마 《KBS 드라마 스페셜 연작 시리즈 - 헤어쇼》 ... 진강혜 역
- 2011년 KBS 아침드라마 《두근두근 달콤》 ... 임진숙 역
- 2012년 KBS 주말연속극 《넝쿨째 굴러온 당신》 ... 한만희 역

#### 기타 방송사
- 1991년 SBS 주말극장 《은하수를 아시나요》 ... 윤지선 역
- 1995년 EBS 어린이드라마 《언제나 푸른 마음》 ... 병희 어머니 역
- 1996년 SBS 금요드라마 《엄마는 못말려》
- 2001년 SBS 대하사극 《여인천하》 ... 정난정 모 역
- 2002년 SBS 청춘시트콤 《오렌지》 ... 기숙사 사감 역
- 2002년 SBS 아침연속극 《얼음꽃》 ... 최도란 역
- 2003년 SBS 대하사극 《왕의여자》... 인목왕후어머니 역
- 2004년 SBS 월화드라마 《섬마을 선생님》 ... 재두 모 역
- 2004년 SBS 특별기획 《마지막 춤은 나와 함께》 ... 박 여사 역
- 2005년 SBS 주말극장 《하늘이시여》 ... 봉은지 역
- 2009년 SBS 일일드라마 《두 아내》 ... 광태 모, 오달자 역
- 2010년 SBS 일일드라마 《세 자매》 ... 마담뚜 역
- 2010년 SBS 특별기획 《인생은 아름다워》 ... 경수 모 역
- 2012년 tvN 아침드라마 《노란 복수초》 ... 한경숙 역
- 2013년 tvN 아침드라마 《미친 사랑》 ... 고유정 역
- 2013년 tvN 월화드라마 《후아유》 ... 박응준의 어머니 역 (특별 출연)
- 2014년 JTBC 주말연속극 《12년만의 재회: 달래 된, 장국》 ... 여삼숙 역
- 2016년 SBS 아침연속극 《사랑이 오네요》 ... 양복순 역

### 영화
- 1976년 《주고 싶은 마음》
- 1977년 《광화문통 아이》
- 1977년 《처녀의 성》
- 1978년 《아스팔트 위의 여자》
- 1979년 《독신녀》
- 1979년 《물도리동》
- 1979년 《밤이면 내리는 비》
- 1980년 《남자 가정부》
- 1980년 《미워도 다시 한번 '80》
- 1980년 《두 여인》
- 1980년 《잊어야 할 그사람》
- 1981년 《아빠 안녕 81》
- 1985년 《작년에 왔던 각설이》
- 1991년 《카페 여자》
- 1993년 《그 섬에 가고 싶다》
- 2013년 《노리개》

## 방송
- 1981년 ~ 1982년 MBC 《김영란의 오늘의 요리》
- 1995년 KBS2 《가족오락관》 - 게스트
- 1997년 매일경제TV MBN 《김영란의 주부경제》
- 1999년 ~ 2000년 KBS2 《김영란의 알뜰 재테크》
- 2017년 ~ 2018년 KBS1 《같이 삽시다》
- 2020년 ~ 2022년 KBS2 《박원숙의 같이 삽시다》

## 광고
- 1978년 선창산업 선퍼니처 가구
- 쥬리아 꽃샘화장품
- 1984년 해태제과 해태 훼미리 오렌지 주스
- 1984년 린나이코리아 린나이 원터치 가스레인지
- 1984년 한국가스안전공사
- 1984년 ~ 1985년 삼진제약 게보린("MBC 드라마 - 애처일기" 팀으로 출연)
- 1985년 동화약품 헬민(Feat. 한인수)
- 1985년 ~ 1988년 동양화학(파단 * 트리졸 빔 <농약 광고>)
- 1985년 ~ 1988년 옥시레킷벤키저(옥시크린, 물먹는 하마)
- 1986년 진미식품 전속모델
- 1986년 태극제약 도미나 5 크림
- 1986년 삼일제약 어린이 부루펜 시럽
- 1989년 대경식품
- 1991년 아모레퍼시픽 알로에
- 2003년 제일약품 케펜텍
- 2007년 광덕신약 오디코디
- 2012년 광야종합식품 광야 감식초

## 유행어
- 허면~ (2002년 KBS2 《장희빈》)

## 저술·저서
- 1997년 동아일보 '김영란의 재테크 강의' 연재
- 1998년 《김영란의 주부경제학》(황금가지)

## 경력 사항
- 프랜차이즈 '피쉬 앤 칩스(Fish & Chips)' 대표
- 커피 전문점 '미라보' 대표
- 2006년 결혼정보업체 '행복출발' 대표

## 수상
- 1977년 현대영화비평가그룹상(영평상) 신인여우상 《처녀의 성》
- 1977년 제16회 대종상 신인여우상 《처녀의 성》
- 1979년 제25회 아시아영화제 연기상 《물도리동》
- 1980년 MBC 방송연기상 여자최우수연기상
- 1981년 제17회 백상예술대상 TV 부문 여자최우수연기상 《교동마님》
- 1981년 MBC 방송연기상 여자최우수연기상 《교동마님》
- 1981년 MBC 방송연기상 인기상